# King of Texas
Pour plus de détails, voir Fiche technique et Distribution.
King of Texas est un téléfilm américain, adapté de l'œuvre de William Shakespeare Le Roi Lear, sorti en 2002 et réalisé par Uli Edel.

## Synopsis
Le scénario du film reprend l'histoire du Roi Lear de William Shakespeare en la transposant dans la république du Texas au XIXe siècle.
John Lear, un riche propriétaire de bétail divise ses biens entre ses filles. Mais celles-ci rejettent leur père une fois obtenu leur dû.

## Fiche technique
- Titre :  King of Texas
- Réalisation : Uli Edel
- Scénario : Stephen Harrigan (en), d'après la tragédie Le Roi Lear de William Shakespeare
- Musique : John Altman
- Pays d'origine :  États-Unis
- Première diffusion : 23 mars 2002, Turner Network Television

## Distribution
- Patrick Stewart : John Lear
- Marcia Gay Harden : Mme Susannah Lear Tumlinson
- Lauren Holly : Mme Rebecca Lear Highsmith
- Roy Scheider : Henry Westover
- David Alan Grier : Rip
- Colm Meaney : M. Tumlinson
- Patrick Bergin : M. Highsmith
- Matt Letscher : Emmett Westover
- Liam Waite : Thomas Westover
- Steven Bauer : Menchaca
- Julie Cox : Claudia Lear
- Richard Lineback : Warnell

## Récompenses
- Western Heritage Awards du meilleur téléfilm 2003
- Western Writers of America du meilleur scénario dramatique 2003, Stephen Harrigan (en)